# Disco Panther
Disco Panther è il primo singolo della cantante e attrice italiana Eva Robin's, qui con lo pseudonimo Cassandra, pubblicato nel 1978.

## Descrizione
Il singolo di genere discomusic è stato scritto e prodotto da Alan Taylor e Celso Valli. È stato poi pubblicato dall'etichetta discografica Polydor Records in due formati, in 7" con il numero di catalogo 2060 181 nel 1978 e in 12" con numero di catalogo 2141 054 nel 1979. Il lato B di entrambe le edizioni contiene la versione strumentale della title track.

## Tracce
1. Disco Panther – 3:38 (Alan Taylor, Celso Valli)
2. Disco Panther (Instrumental) – 3:50 (Alan Taylor, Celso Valli)

Durata totale: 7:28

## Crediti
- Eva Robin's - voce
- Alan Taylor - produzione discografica
- Celso Valli - produzione discografica